# إيرني ثورنتون
إيرني ثورنتون (بالإنجليزية: Ernie Thornton)‏ هو نقابي أسترالي، ولد في 13 مارس 1907، وتوفي في 29 يونيو 1969.